# August Neander
Johann August Wilhelm Neander (ur. 17 stycznia 1789 w Getyndze, zm. 14 lipca 1850 w Berlinie), znany powszechnie jako August Neander – niemiecki teolog protestancki i historyk Kościoła.

## Życiorys
August Neander pochodził z żydowskiej rodziny i początkowo nosił imię David Mendel. Niedługo po urodzeniu został zabrany przez matkę, która rozstała się z ojcem, do Hamburga. Z pomocą przyjaciół podjął naukę. W gimnazjum w Hamburgu poznał filozofię Platona, która przetarła w nim drogę do przyjęcia chrześcijaństwa. Decydujący wpływ wywarło na niego jednak dzieło Schleiermachera Reden über die Religion. 15 lutego 1806 roku przyjął chrzest w kościele św. Katarzyny w Hamburgu i przyjął nazwisko Neander – „nowy człowiek”. Do wiosny 1806 roku planował studiować prawo i z tą myślą opuścił Hamburg. Rozpoczął studia na Uniwersytecie w Halle, gdzie znalazł się pod wpływem Schleiermachera. Wojna zmusiła go do przeniesienia się do Getyngi, gdzie wykładał teolog Gottlieb Jakob Planck. Po wizycie w Hamburgu powrócił na swój uniwersytet i tam przez pewien czas zastępował Schleiermachera, Schellinga i Fichtego jako wykładowca Nowego Testamentu i Ojców Kościoła. Po pewnym czasie postanowił studiować historię Kościoła. W 1809 roku wrócił do Hamburga, gdzie wykładał przez 18 miesięcy, od czasu do czasu głosił kazania i z wielką gorliwością poznawał historię Kościoła. W 1811 roku uzyskał habilitację na Uniwersytecie w Heidelbergu, w 1812 roku został tam profesorem nadzwyczajnym. W 1813 rozpoczął pracę na Uniwersytecie w Berlinie u boku Schleiermachera, de Wettego i Marheineka, gdzie wykładał historię Kościoła i egzegezę Nowego Testamentu.
W przeciwieństwie do dominującego trendu panującego wśród ówczesnych historyków Kościoła, Neander uważał chrześcijaństwo za żywy proces, a nie system religijnych dogmatów. Podkreślał rolę objawienia i działania Opatrzności. W swoich pracach skupiał się na jednostkach, szeroko opisując ich życie duchowe, co odbiło się na pominięciu eklezjalnego i wspólnotowego wymiaru chrześcijaństwa.

## Wybrane dzieła
- Ueber den Kayser Julianus und sein Zeitalter. Ein historisches Gemälde, Leipzig 1812
- Allgemeine Geschichte der christlichen Religion und Kirche, Hamburg 1826 (6 tomów)
- Geschichte der Pflanzung und Leitung der christlichen Kirche durch die Apostel, als selbständiger Nachtrag zu der allgemeinen Geschichte der christlichen Religion und Kirche, Hamburg 1832
- Das Leben Jesu Christi in seinem geschichtlichen Zusammenhange und seiner geschichtlichen Entwicklung, Hamburg 1837
- Der heilige Bernhard und sein Zeitalter. Ein historisches Gemälde, Gotha 1848
- Das Reich Christi, das Reich der wahren Freiheit und Gleichheit, Berlin 1849